# Berceau

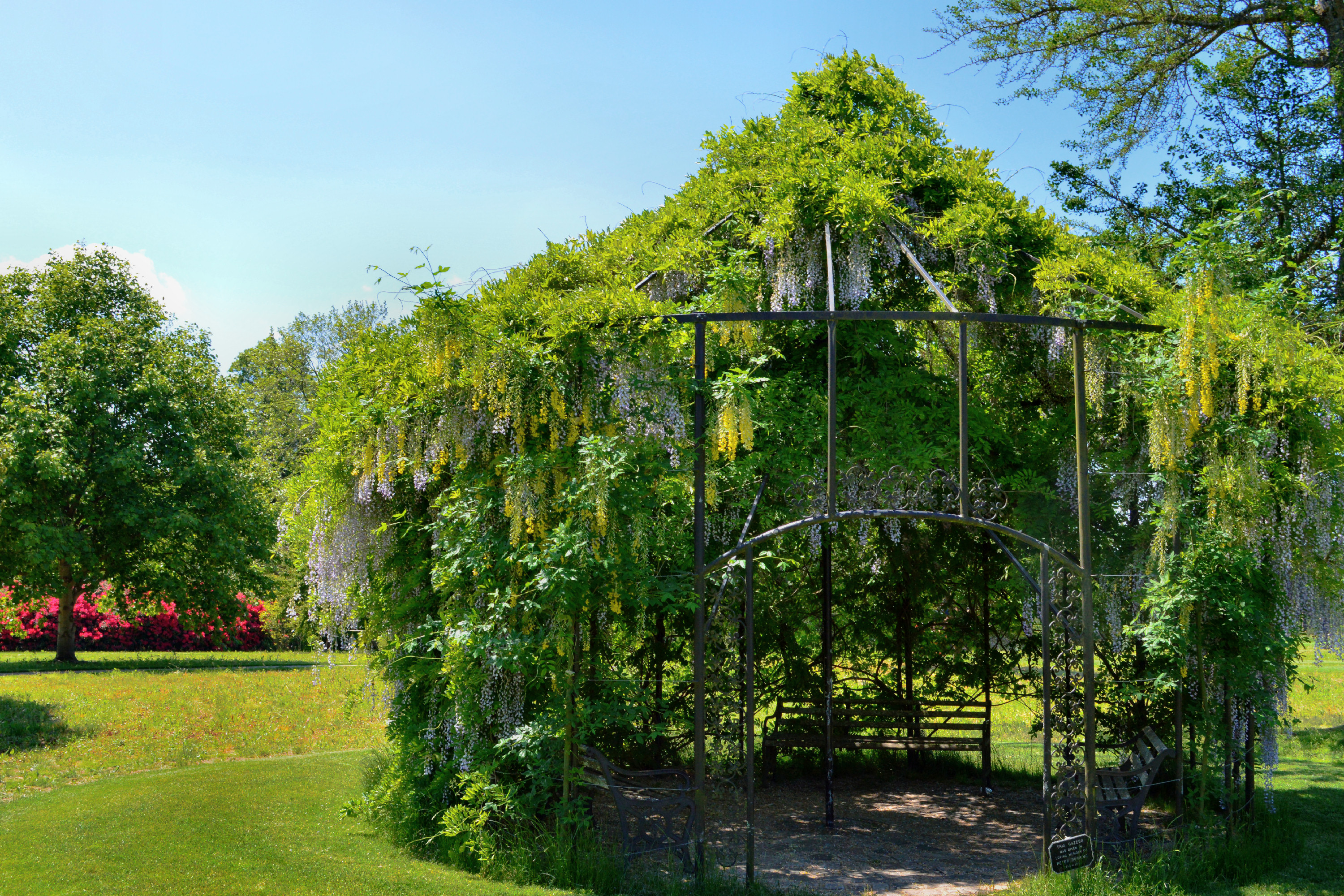
Bersò nel giardino botanico di Wakehurst Place - West Sussex (Regno Unito) con armatura in metallo, ricoperto di glicine e maggiociondolo - aspetto primaverile.

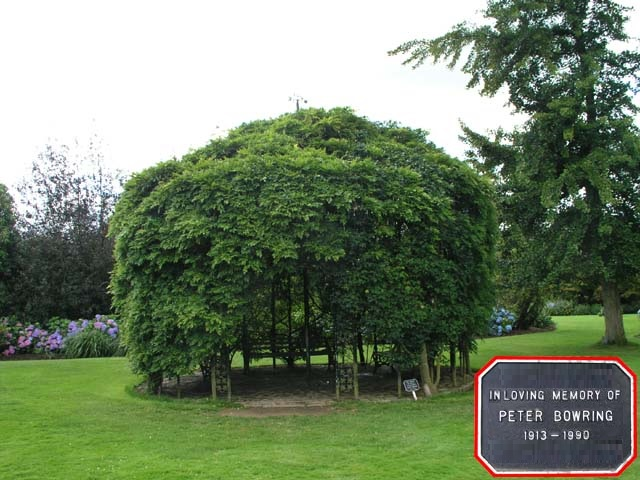
Lo stesso bersò dell'immagine precedente, nell'aspetto estivo.

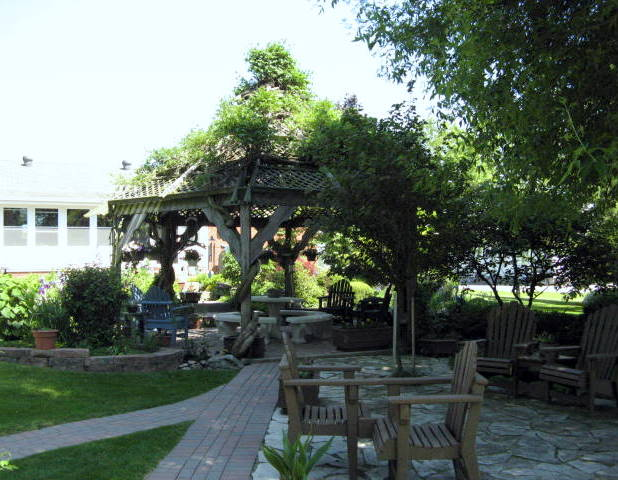
Bersò con armatura in legno, ricoperto di glicine.

Il berceau, italianizzato in bersò, è una piccola costruzione da giardino costituita da un'armatura destinata a essere ricoperta da piante rampicanti ornamentali che crescono alla sua base. Non ha mura e il tetto è costituito solo da un'intelaiatura, generalmente a cupola o a cono. È quasi sempre a pianta centrale e ha la funzione di ombreggiare un luogo di sosta; spesso, perciò, ospita delle panchine.

## Etimologia
Il termine italiano "bersò" deriva da quello francese francese berceau (plurale berceaux), che significa "culla", derivato di bercer, "cullare", per analogia tra il velo che anticamente copriva le culle e la vegetazione che ricopre la struttura.

### Differenza traberceaue bersò
L'italianizzazione del termine, bersò, il cui uso è attestato dal 1850, indica esclusivamente la struttura da giardino ed è perciò più specifica di quella francese, lingua in cui l'accezione principale del termine berceau è "culla", sia in senso proprio (la culla per i neonati), sia in senso traslato (ad esempio, culla della civiltà). In lingua francese, infatti, la struttura da giardino detta in italiano "bersò" è più comunemente denominata pergola, gloriette o tonnelle; peraltro, in tale lingua, anche quando il termine berceau è utilizzato per riferirsi a strutture da giardino, esso indica genericamente sia le strutture a pianta centrale (dette in italiano bersò), sia quelle che coprono percorsi (dette in italiano pergole).

## Descrizione
Il berceau si differenzia dal gazebo perché non ha un vero tetto, sostituito da un'armatura a cupola o a cono su cui si estendono tralci di piante rampicanti, come il glicine, il gelsomino o le rose sarmentose. Si differenzia inoltre dalla pergola perché non copre un percorso, ma un punto di sosta dove leggere e conversare immersi nella natura.
Il berceau è in genere a pianta circolare e la sua intelaiatura può essere in ghisa, in ferro o in legno; a volte i montanti verticali sono pilastri in muratura.

## Galleria d'immagini

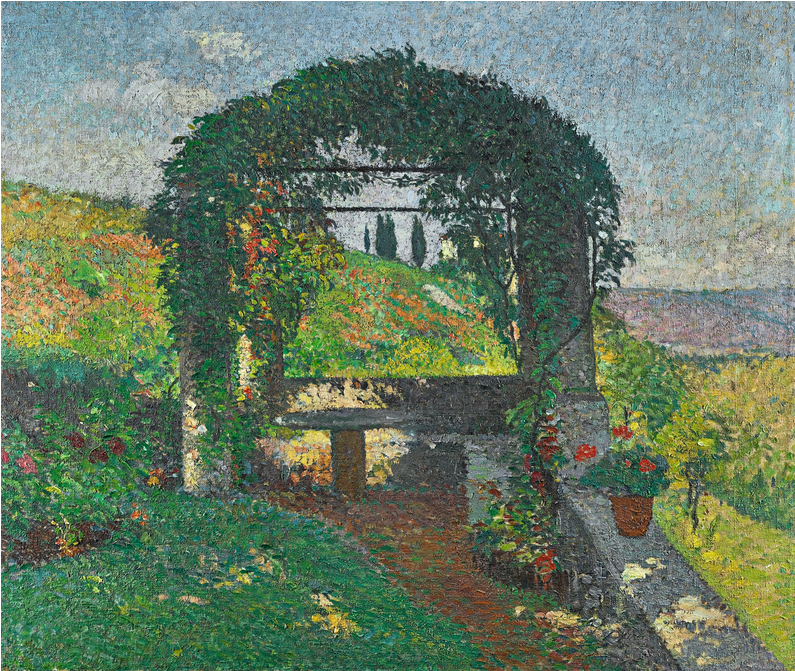
Bersò in un dipinto del pittore neoimpressionista francese Henri-Jean-Guillaume Martin
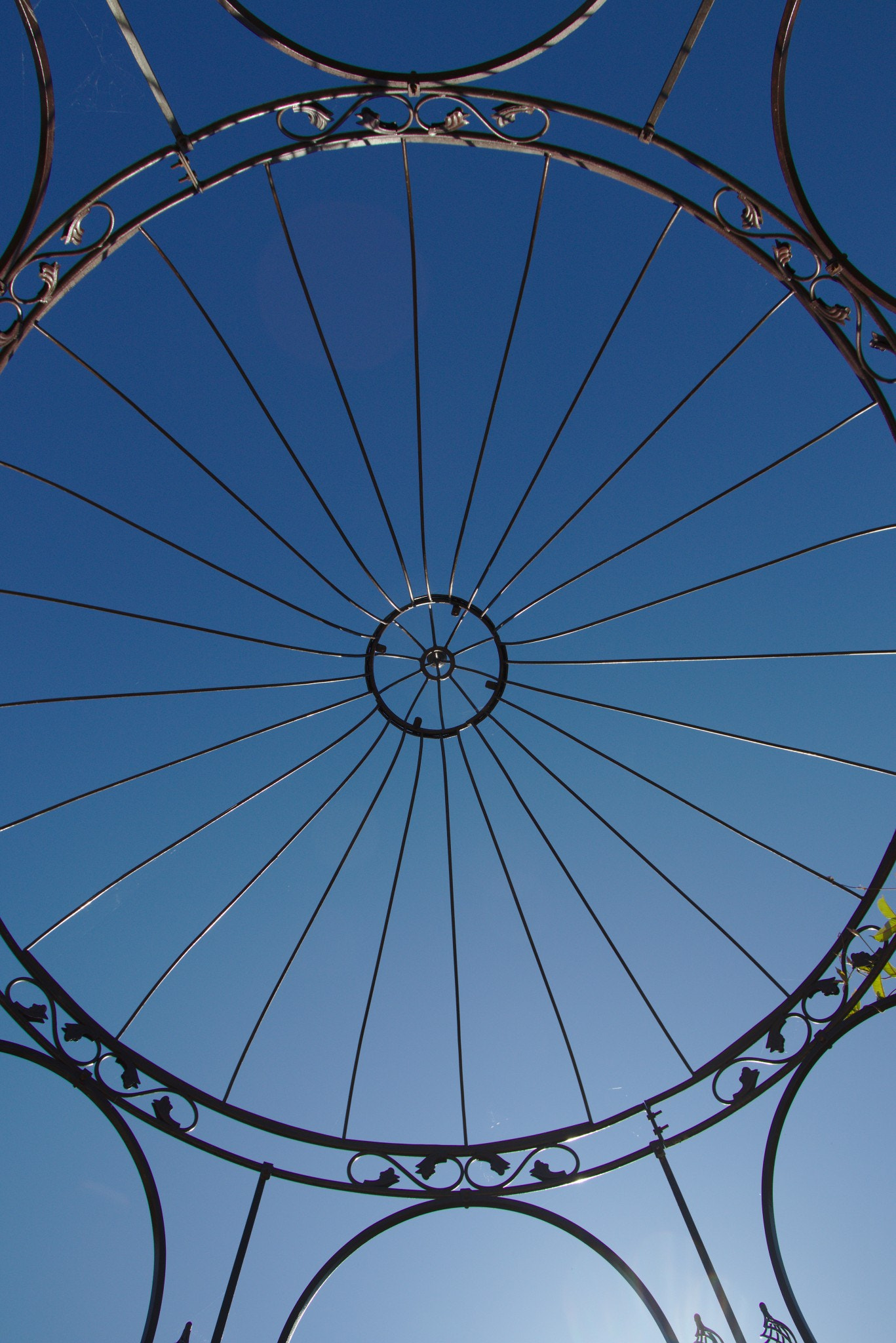
Struttura sommitale di un bersò
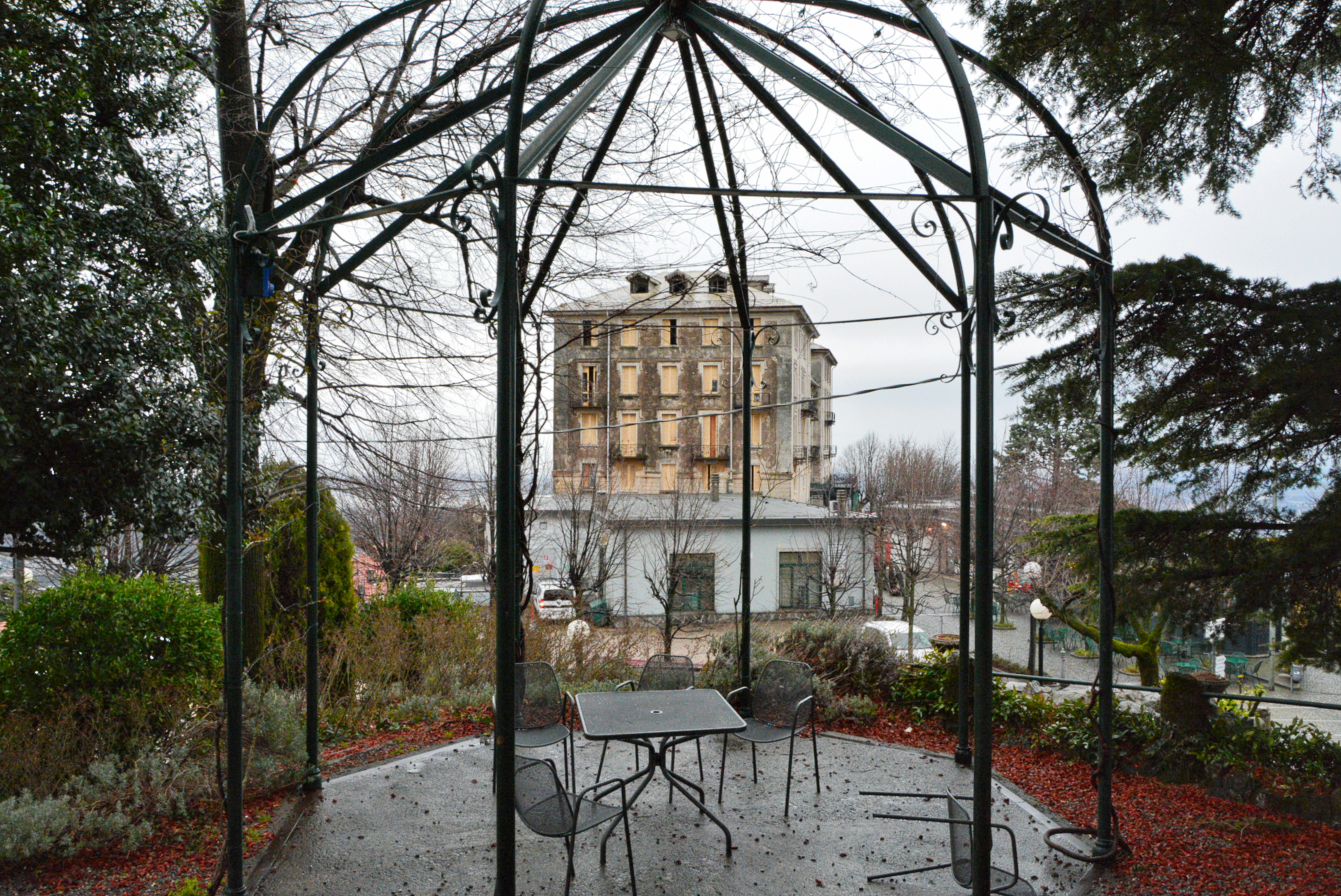
Bersò del parco Volta, Como
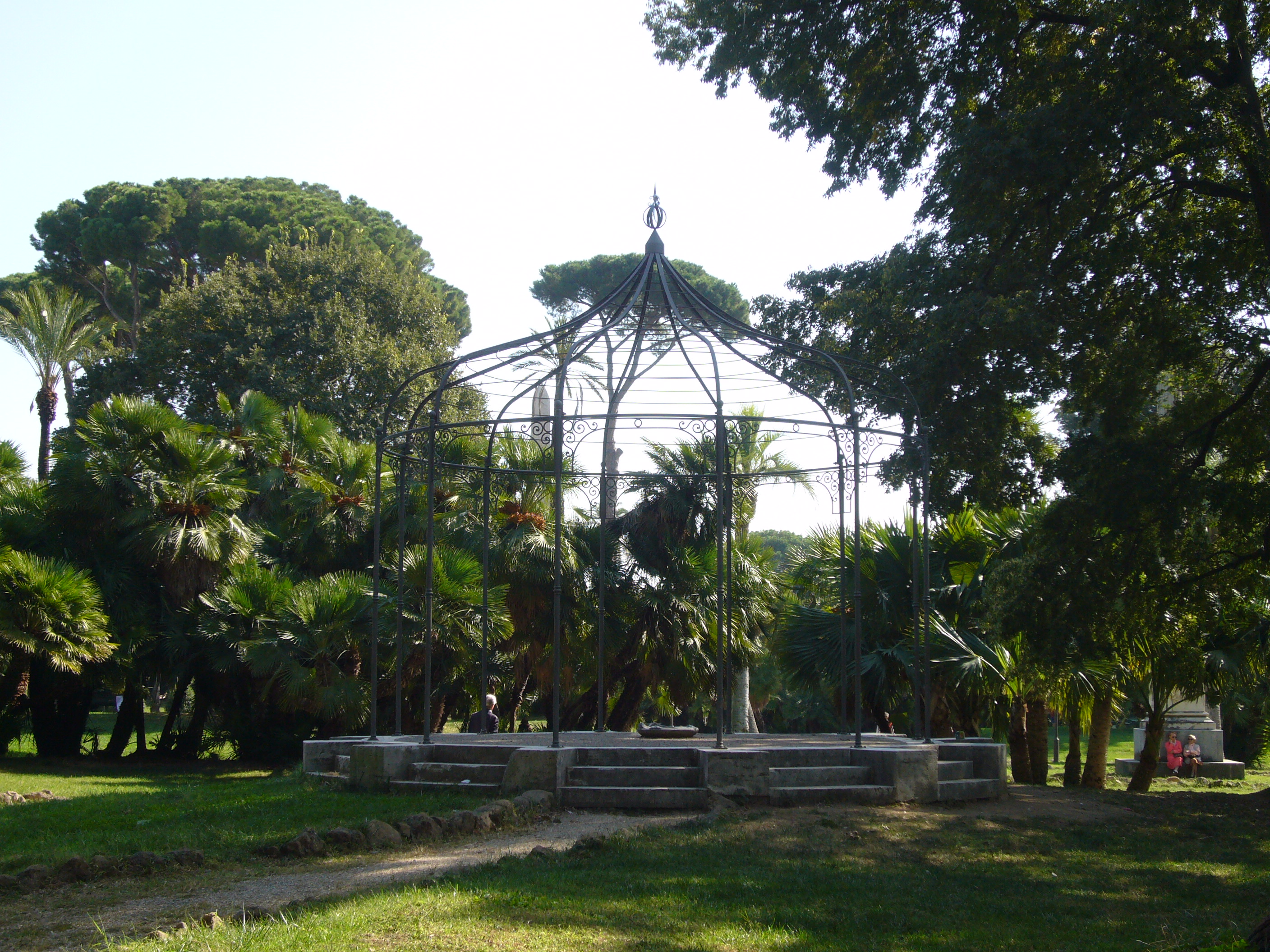
Bersò di Villa Torlonia, Roma
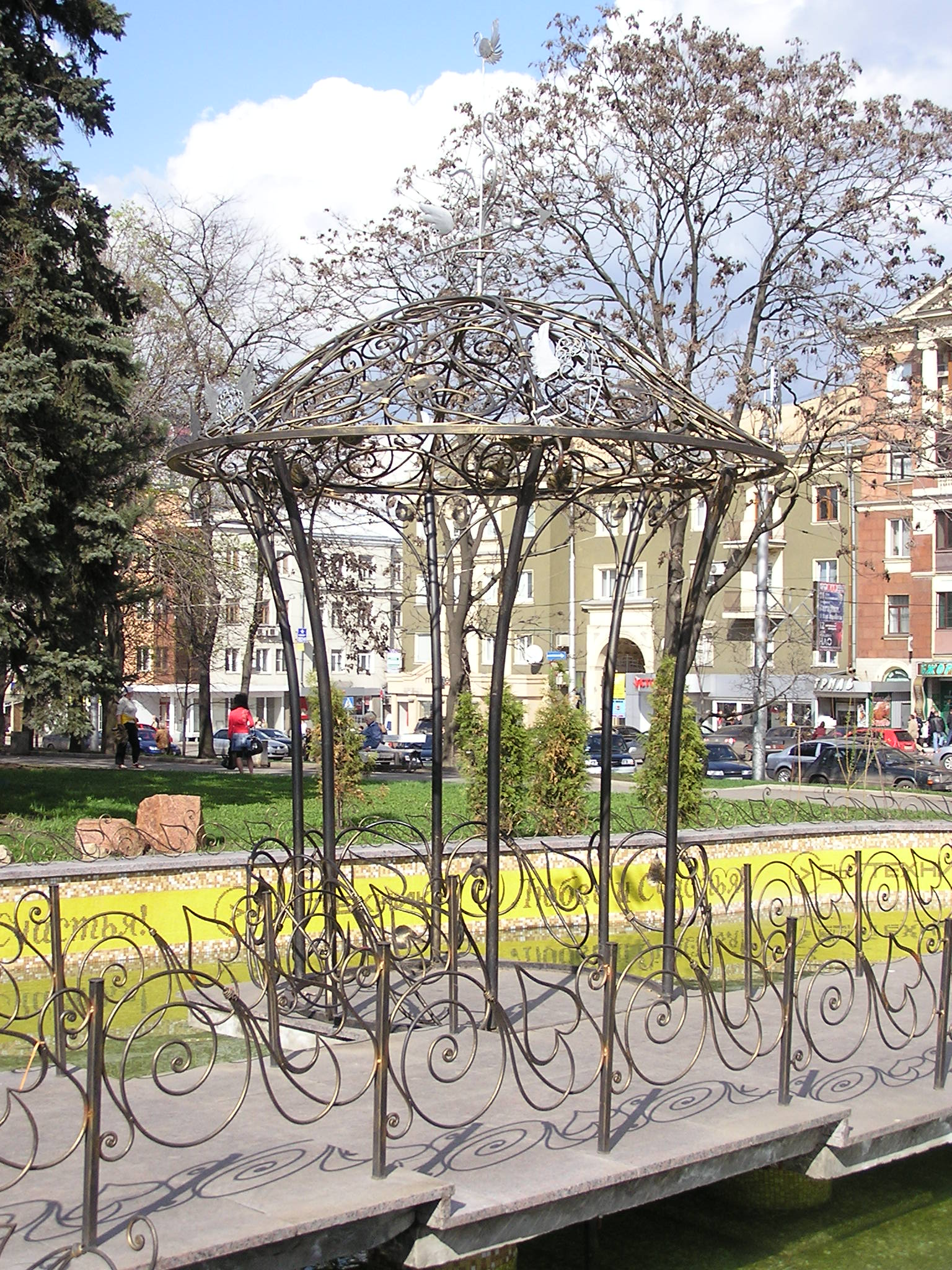
Bersò a Donec'k (Ucraina)
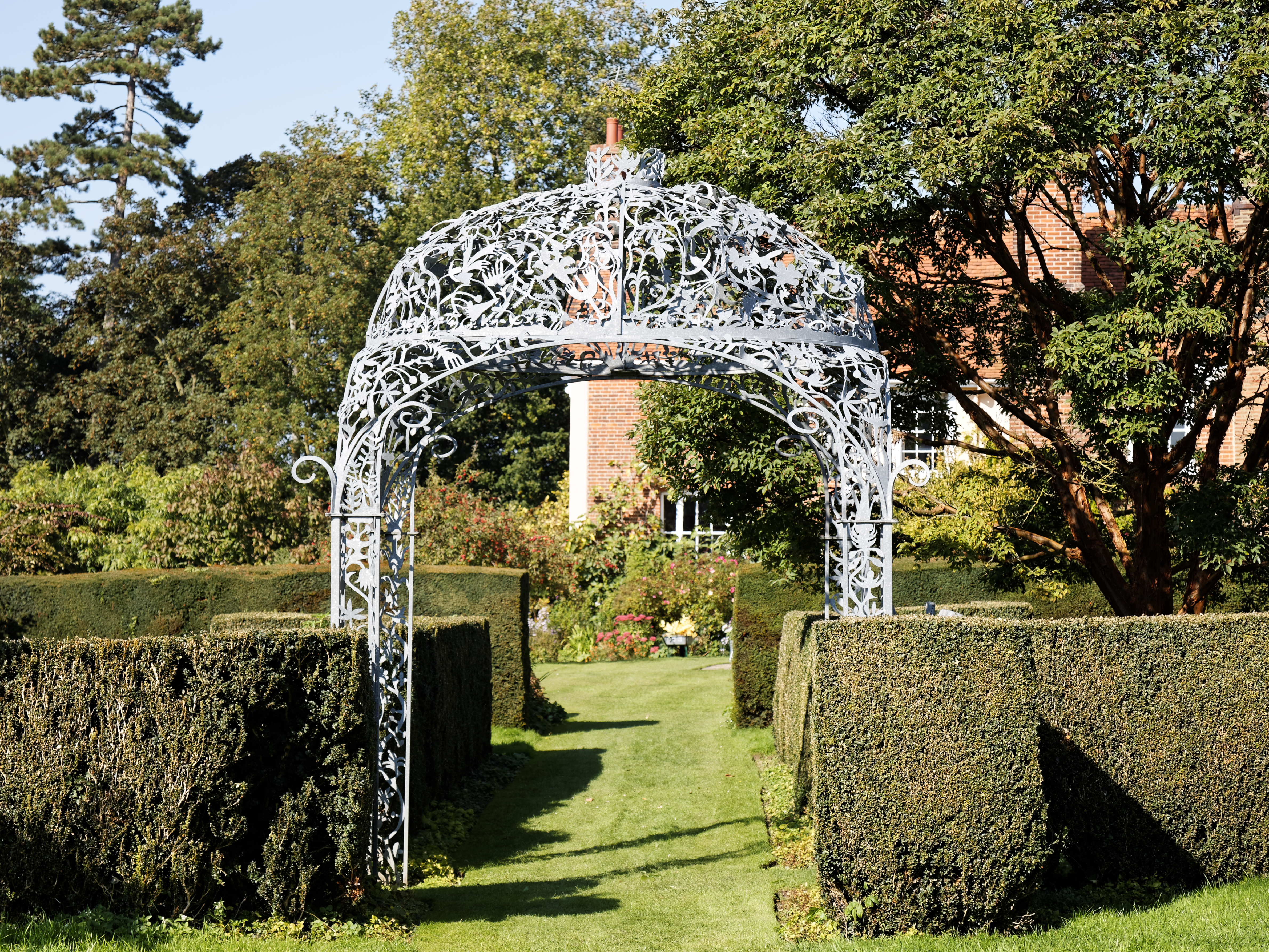
Bersò a Feering (Regno Unito)
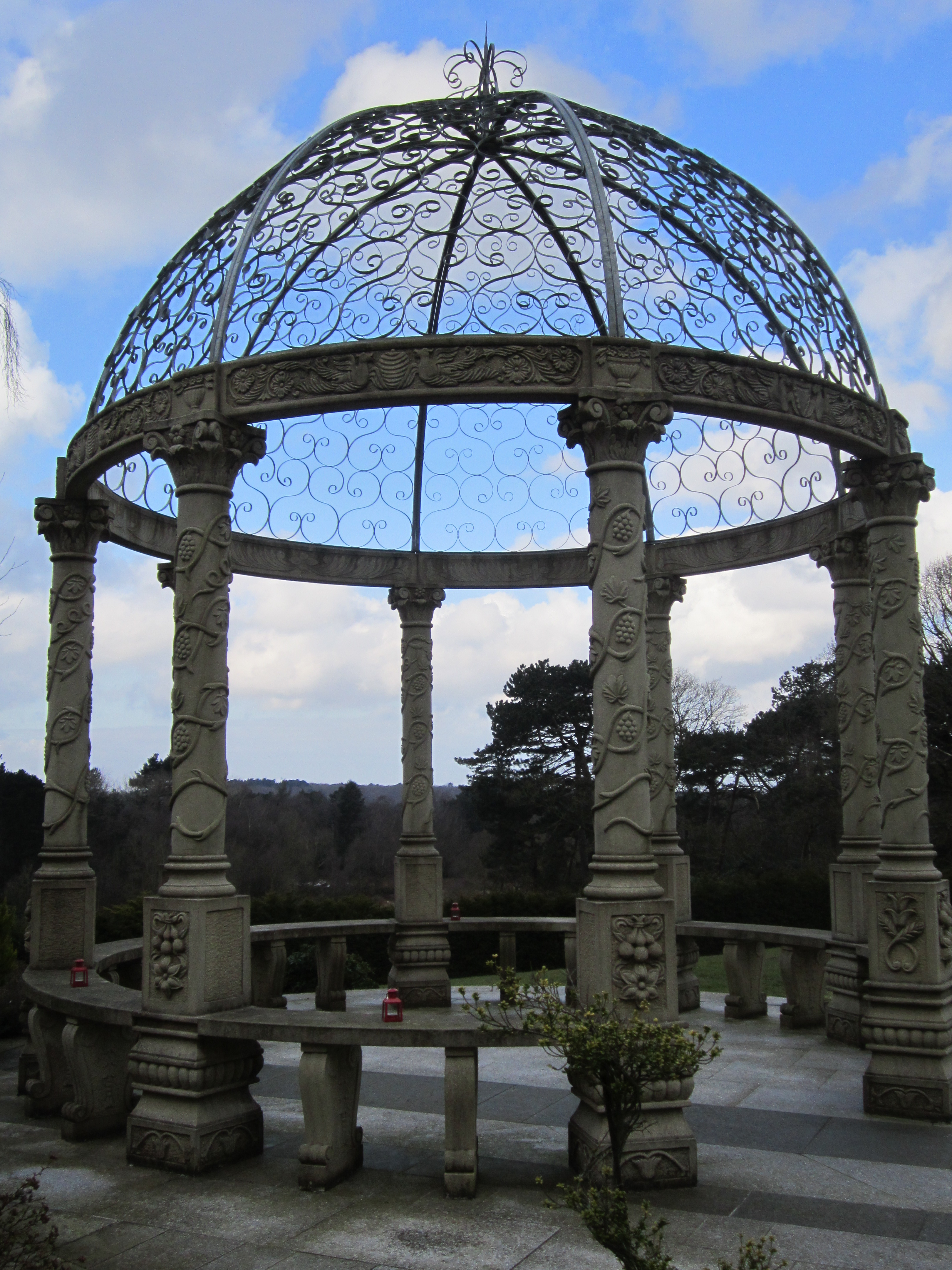
Bersò a Wirral (Regno Unito)